# ناصر الدولة الحمداني
نَاْصِرُ الدَولَة أَبُو مُحَمَّدِ الحَسَنِ بِنُ أَبُي الهَيجَاءِ بْنُ حَمْدَانِ الحَمْدَانِي (توفي 358هـ / 969م) أول الأمراء الحمدانيين للموصل.
وكان صاحب الموصل وما والاها اثنتين وثلاثين سنة. وتنقلت به الأحوال إلى أن ملك الموصل بعد أن كان نائبًا بها عن أبيه ثم لقبه الخليفة المتقي لله ناصر الدولة، ولقب أخاه سيف الدولة سنة (330هـ)، وعظم شأنهما. وكان ناصر الدولة أكبر سنًا من أخيه سيف الدولة، وأقدم منزلة عند الخلفاء. وكان كثير التأدب مع أخيه سيف الدولة؛ وجرت بينهما يومًا وحشة، فكتب إليه سيف الدولة:
وكان ناصر الدولة شديد المحبة لأخيه سيف الدولة، فلما توفي سيف الدولة تغيرت أحوال ناصر الدولة، وساءت أخلاقه وضعف عقله، حتى أنه لم يبق له حرمة عند أولاده وجماعته، وقبض عليه ولده أبو تغلب الملقب عدة الدولة باتفاق من إخوته، وسيره إلى قلعة أردمشت في حصن السلامة سنة 356هـ. ولم يزل محبوسًا بها إلى أن توفي سنة (358هـ).